# Anna Murínová
Anna Murínová (Brezno, 14 november 1973) is een voormalig biatlete uit Slowakije. Ze vertegenwoordigde haar vaderland op de Olympische Winterspelen 1998 in Nagano, de Olympische Winterspelen 2002 in Salt Lake City en de Olympische Winterspelen 2006 in Turijn.

## Resultaten

### Olympische Winterspelen
| Jaar | Plaats         | Resultaten                                                                            |
| ---- | -------------- | ------------------------------------------------------------------------------------- |
| 1998 | Nagano         | 9e 7,5 km sprint 48e 15 km individueel 4e 4x7,5 km estafette                          |
| 2002 | Salt Lake City | 35e 7,5 km sprint 35e 10 km achtervolging 53e 15 km individueel 5e 4x7,5 km estafette |
| 2006 | Turijn         | 38 7,5 km sprint DNF 10 km achtervolging 10e 4x6 km estafette                         |

### Wereldkampioenschappen
| Jaar | Plaats           | Resultaten                                                                                                   |
| ---- | ---------------- | --- |
| 1995 | Antholz          | 48e 7,5 km sprint 57e 15 km individueel 4e 4x7,5 km estafette                                                |
| 1996 | Ruhpolding       | 50e 7,5 km sprint 11e 4x7,5 km estafette                                                                     |
| 1997 | Brezno-Osrblie   | 60e 7,5 km sprint 32e 15 km individueel 7e 4x7,5 km estafette 4e Ploegproef (team)                           |
| 1998 | Pokljuka         | 22e 10 km achtervolging                                                                                      |
| 1999 | Kontiolahti      | 25e 7,5 km sprint 21e 10 km achtervolging 8e 4x7,5 km estafette                                              |
| 1999 | Oslo             | 16e 12,5 km massastart 25e 15 km individueel                                                                 |
| 2000 | Oslo             | 21e 7,5 km sprint 19e 10 km achtervolging 18e 12,5 km massastart DNF 15 km individueel 8e 4x7,5 km estafette |
| 2001 | Pokljuka         | 65e 7,5 km sprint 10e 15 km individueel 11e 4x7,5 km estafette                                               |
| 2003 | Chanty-Mansiejsk | 59e 7,5 km sprint DNS 10 km achtervolging 47e 15 km individueel 10e 4x6 km estafette                         |
| 2005 | Hochfilzen       | 64e 7,5 km sprint 25e 15 km individueel 6e 4x6 km estafette                                                  |
| 2005 | Chanty-Mansiejsk | 16e Gemengde estafette                                                                                       |
| 2006 | Pokljuka         | 13e Gemengde estafette                                                                                       |

### Wereldbeker
Eindklasseringen
| Seizoen   | Algemeen | Individueel | Sprint | Achtervolging | Massastart |
| --------- | -------- | ----------- | ------ | ------------- | ---------- |
| 1995/1996 | 64e      |             |        |               |            |
| 1996/1997 | 64e      |             |        |               |            |
| 1997/1998 | 38e      |             |        |               |            |
| 1998/1999 | 36e      |             |        |               |            |
| 1999/2000 | 17e      |             |        |               |            |
| 2000/2001 | 43e      |             |        |               |            |
| 2001/2002 | 34e      |             |        |               |            |
| 2002/2003 | 32e      |             |        |               |            |
| 2003/2004 | 32e      |             |        |               |            |
| 2004/2005 | 58e      |             |        |               |            |